# 피망 (웹사이트)
피망(Pmang, 2003년 8월 1일 ~ )은 네오위즈에서 운영하는 온라인 게임 포털 사이트이다. 2002년 1월에 같은 회사의 채팅 포털 사이트인 세이클럽의 게임 서비스로 시작하여, 2003년 8월 중순에 별개의 온라인 서비스이자, 포털 사이트로 분리되었다. 네오위즈가 2007년 4월 26일에 기업 분할을 실시하여, 게임 부문의 사업을 담당하는 네오위즈 게임즈에서 운영하고 있다.

## 게임 목록

### FPS
- 배틀필드 온라인 - EA 코리아/네오위즈 게임즈
- 아바 (A.V.A) - 레드덕
- 악시온 - 서비스 종료됨(2006년 12월 12일)
- 스페셜포스 - 드래곤플라이
- 크로스파이어 - 스마일게이트
- S4 리그 - 펜타비전
- 디젤 - 네오위즈 게임즈

### RPG
- 텐비 - 시메트릭스페이스(서비스 종료)
- 데카론
- 실크로드 온라인
- 씰 온라인 (서비스 종료)
- 에이지 오브 코난 - 2010년 5월 20일 오픈 베타 시작
- 워로드 - (구 띵소프트)
- 요구르팅 - 엔틱스 소프트, 서비스 종료됨(2005년 5월 10일 ~ 2007년 2월 27일)

### 스포츠·레이싱
- 레이시티 (서비스 종료)
- 샷온라인 (서비스 종료)
- 슬러거
- 쏘구피구 (서비스 종료)
- 피파 온라인 (서비스 종료)
- 피파 온라인 2 (서비스 종료)
- NBA 스트리트 온라인 (서비스 종료)
- XL1(서비스 종료)
- 청풍명월

### 아케이드·액션
- 알투비트 (서비스종료)
- 포키포키
- 하드보일드 (서비스 종료)

### 보드 게임
- 뉴맞고
- 포커
- 섯다
- 뉴베가스
- 바둑
- 장기
- 오목
- 루미큐브
- 으랏차차 알까기 (서비스 종료)

## 스폰서
- Neowiz Pmang컵 온게임넷 프로리그